# Raniero Vanni d'Archirafi
Raniero Vanni d'Archirafi (Ginebra, 1931) es un diplomático italiano que fue miembro de la Comisión Europea entre 1993 y 1995.

## Actividad política
Sin afiliación política, en 1984 fue nombrado embajador de su país en España, cargo que mantuvo hasta 1987, momento en el que fue trasladado a la República Federal Alemana. En 1989 fue nombrado director general de Asuntos Económicos en el gobierno del primer ministro Giulio Andreotti, llegnado a ser en 1991 director general de Asuntos Políticos.
En 1992 el nuevo primer ministro Giuliano Amato lo nombró representante italiano en la formación de la Comisión Delors III, en la que fue nombrado Comisario Europeo del Mercado Interior y Servicios, cargo que compartió con el alemán Martin Bangemann. Así mismo fue nombrado Comisario Europeo de Reforma Institucional y Comisario Europeo de Empresa. Abandonó la política europea al finalizar su mandato en la Comisión en enero de 1995.
- Datos: Q1254089